# Bomber (film, 1941)
Pour les articles homonymes, voir bomber.
Pour plus de détails, voir Fiche technique et Distribution.
Bomber (litt. « Bombardier ») est un film documentaire américain écrit par Carl Sandburg en 1941. 

## Synopsis
Ce documentaire de 10 minutes montre la fabrication d'un bombardier qui sera ensuite affecté à l'United States Army Air Corps.

## Fiche technique
- Titre : Bomber
- Scénario : Carl Sandburg
- Société de production : Office of Emergency Management
- Pays :  États-Unis
- Genre : Documentaire
- Durée : 10 minutes
- Dates de sortie : 
  - États-Unis : 3 octobre 1941

## Distinctions
Le film a été nommé à l'Oscar du meilleur film documentaire.